# ステラ・マックスウェル
ステラ・マックスウェル（Stella Maxwell, 本名：Stella Maynes Maxwell、ステラ・メインズ・マックスウェル、 1990年5月15日 - ）は、北アイルランドのファッションモデル。ベルギー出身。 ヴィクトリアズ・シークレットのモデルの中でも特別広告塔にあたる「エンジェル」の1人。2016年にマクシム誌が毎年発表している「ホットリスト100」で1位を獲得し、『世界で最もホットな女性』に選ばれる。

## 来歴
北アイルランド出身の両親のもと、ベルギーのブリュッセルで生まれ、13歳になるまで暮らす。その後オーストラリアのキャンベラに移住、14歳の時ニュージーランドのウェリントンに移住し、オタゴ大学在学中にモデルとしてスカウトされた。

## キャリア
アレキサンダー・マックイーンやH&Mなどの広告塔を務め、2014年からヴィクトリアズ・シークレットのファッションショーに出演し、2015年から同ブランドの特別広告塔にあたる「エンジェル」の一員として契約を結び、世界的人気モデルの地位を築く。
2016年にマクシム誌が毎年発表する「ホットリスト100」で1位を獲得し、「世界で最もホットな女性」に選ばれる。
ヴィクトリアズ・シークレットのエンジェルとして活躍しながら、VOGUEやELLEなどの世界的人気ファッション誌の表紙を飾り、マックスファクターなど多くのブランドの広告塔を務めている。

## 私生活
2016年後半から、女優のクリステン・スチュワートと交際している。